# Daniel B. Wallace
Daniel Baird Wallace (5 giugno 1952) è un biblista statunitense.

## Biografia
Wallace ha conseguito il bachelor of arts in studi biblici e greco antico all'Università Biola nel 1975 e il master in teologia al Dallas Theological Seminary nel 1979.  Dal 1979 al 1981 ha insegnato al Dallas Theological Seminary e dal 1981 al 1983 al Grace Theological Seminary, quindi è tornato ad insegnare al Dallas Theological Seminary, dove nel 1995 ha conseguito il Ph.D. in Nuovo Testamento. Ha seguito corsi di post-dottorato in Inghilterra a Cambridge alla Tyndale House, al Clare College e al Westminster College e poi in Germania all'Università di Tubinga e  alla Biblioteca Nazionale Bavarese. Rientrato negli Stati Uniti, è tornato al Dallas Theological Seminary in qualità di professore ordinario, rimanendovi per il resto della sua carriera accademica. Nel 2002 Wallace ha fondato il Center for the Study of New Testament Manuscripts, con lo scopo di preservare gli antichi manoscritti del Nuovo Testamento digitalizzandoli. Durante la sua carriera, Wallace ha scritto diversi libri e numerosi articoli, ha tenuto conferenze e partecipato a dibattiti e programmi televisivi.

## Vita privata
Wallace è sposato ed ha quattro figli.

## Libri principali

### Come autore
- Greek Grammar Beyond the Basics: An Exegetical Syntax of New Testament Greek, Zondervan, 1996
- The Basics of New Testament Syntax: An Intermediate Grammar, Zondervan, 2000
- Con J. Ed Komoszewski e M. James Sawyer (coautori), Reinventing Jesus: How Contemporary Skeptics Miss the Real Jesus and Mislead Popular Culture, Kregel Publications, 2006
- Con Darrell L. Bock (coautore), Dethroning Jesus: Exposing Popular Culture's Quest to Unseat the Biblical Christ, Thomas Nelson, 2007
- Con Grant G. Edwards (coautore), A Workbook for New Testament Syntax: companion to Basics of New Testament syntax and Greek grammar beyond the basics: an exegetical syntax of the New Testament,  Zondervan, 2007
- Con Maurice Robinson, Darrell Bock, Keith Elliott (coautori), Perspective of the Ending of Mark: Four Views, B&H Academic, 2008
- Granville Sharp's Canon and its Kin: semantics and significance, Peter Lang, 2009
- Revisiting the Corruption of the New Testament: Manuscript, Patristic, and Apocryphal Evidence, Kregel Academic, 2011

### Come curatore editoriale
- Con M. James Sawyer, Who’s Afraid of the Holy Spirit? An Investigation into the Ministry of the Spirit of God Today, Biblical Studies Press, 2005
- Con Brittany C. Burnette e Terri Darby Moore, A Reader's Lexicon of the Apostolic Fathers, Kregel Academic, 2013